# Fruentimrets försvar
Fruentimrets försvar är en dikt skriven 1761 av Hedvig Charlotta Nordenflycht. 
I dikten kritiserar hon Rousseau för brist på insikt när det gäller kvinnor och deras förhållanden. Hon kallar hans sätt att resonera kriminellt, och menar att männens överlägsna fysik ingalunda ger dem överlägsen tankeförmåga. Dikten kan jämte Fröjas räfst ses som några av de första feministiska texter som publicerats i Sverige.
Företalet till dikten börjar:
"Ibland de vanor och fördomar, som härska i världen, vilka som för sin ålder vunnit burskap hos kan i synnerhet räknas det omdöme som i allmänhet hyses om könet, dess inskränkta fostringssätt, och dess trånga gräns, inom vilken dess gåvor och plikter blivit inneslutne."